# Edykt wieluński
Edykt wieluński – antyhusycki dokument wydany w 1424 w Wieluniu przez króla Władysława II Jagiełłę.

## Historia
Edykt wydany został pod naciskiem Kościoła katolickiego, a przede wszystkim biskupa Zbigniewa Oleśnickiego, pomimo przyjaznego dla husytów stanowiska króla i społeczeństwa polskiego.
Na mocy edyktu służba w wojsku husyckim w Czechach była karana jako zdrada stanu. Majątki Polaków przebywających w Czechach, którzy nie wróciliby w określonym terminie do kraju, miały zostać skonfiskowane, a oni sami narażeni byli na utratę tytułu szlacheckiego. Każdy przybywający z Czech musiał stawić się przed biskupem lub sądem inkwizycyjnym i złożyć wyznanie wiary. Jak głosił tekst edyktu: „Zabraniamy też wszystkim kupcom i innym ludziom [...], aby żadnych towarów, a zwłaszcza ołowiu, żywności i napojów nie ważyli się przywozić i wywozić do Czech”. Wyznawanie husytyzmu było odtąd karane tak jak obraza majestatu. Pomimo nałożenia na władze obowiązku ścigania podejrzanych o husytyzm, idea husycka nie straciła obrońców którymi byli Spytko z Melsztyna w Małopolsce i Abraham Głowacz ze Zbąszynia w Wielkopolsce.